# Eros Best Love Songs
Eros Best Love Songs è la terza raccolta del cantautore italiano Eros Ramazzotti, pubblicata il 31 Gennaio 2012.

## Descrizione
Si tratta di un doppio album che contiene le migliori canzoni del cantante romano, dal primo album Cuori agitati (1985) fino all'ultimo album Ali e radici (2009). Il disco contiene inoltre il brano Inevitabile, in duetto con la cantante italiana Giorgia e incluso anche nell'album Dietro le apparenze pubblicato nel 2011 dalla cantante romana.
Nel mercato sudamericano, la raccolta è stata pubblicata in una versione in lingua spagnola, intitolata Mis mejores canciones de amor, mentre la versione pubblicata in Spagna porta il titolo Eros romántico.

## Tracce

### Eros Best Love Songs
CD 1
1. Inevitabile (feat. Giorgia) – 3:55 (Eros Ramazzotti, Adelio Cogliati, Luca Chiaravalli)
2. Bella storia – 3:47 (Renato Brioschi, Eros Ramazzotti, Alberto Salerno)
3. Una storia importante (Shortened version) – 4:07 (Piero Cassano, Eros Ramazzotti, Adelio Cogliati)
4. Emozione dopo emozione – 4:35 (Piero Cassano, Eros Ramazzotti, Adelio Cogliati)
5. Adesso tu – 5:04 (Piero Cassano, Eros Ramazzotti, Adelio Cogliati)
6. Un cuore con le ali – 3:51 (Piero Cassano, Eros Ramazzotti, Adelio Cogliati)
7. La luce buona delle stelle (feat. Patsy Kensit) – 4:10 (Eros Ramazzotti, Adelio Cogliati, Piero Cassano)
8. Ma che bello questo amore – 4:09 (Eros Ramazzotti, Adelio Cogliati, Piero Cassano)
9. Occhi di speranza – 3:16 (Eros Ramazzotti, Adelio Cogliati, Piero Cassano)
10. In segno d'amicizia – 3:53 (Eros Ramazzotti, Adelio Cogliati, Piero Cassano)
11. Ti sposerò perché – 4:04 (Eros Ramazzotti, Adelio Cogliati, Piero Cassano)
12. Amarti è l'immenso per me (feat. Antonella Bucci) – 4:26 (Eros Ramazzotti, Adelio Cogliati, Piero Cassano)
13. Canzoni lontane – 4:51 (Eros Ramazzotti, Adelio Cogliati, Piero Cassano)
14. Amore contro – 4:25 (Eros Ramazzotti, Adelio Cogliati, Piero Cassano)
15. Anche tu (feat. Raf) – 3:34 (Eros Ramazzotti, Raf, Giuseppe Dati)
16. Un'altra te – 4:41 (Eros Ramazzotti, Adelio Cogliati, Piero Cassano)

CD 2
1. Stella gemella – 4:41 (Eros Ramazzotti, Mario Lavezzi, Vladimiro Tosetto, Adelio Cogliati)
2. Più bella cosa – 4:27 (Eros Ramazzotti, Claudio Guidetti, Adelio Cogliati)
3. Quasi amore – 5:05 (Eros Ramazzotti, Adelio Cogliati)
4. Il mio amore per te – 4:17 (Eros Ramazzotti, Giuseppe Dettori, Luca Chiaravalli, Adelio Cogliati)
5. Fuoco nel fuoco – 4:02 (Eros Ramazzotti, Claudio Guidetti, Adelio Cogliati)
6. Un angelo non è – 4:39 (Eros Ramazzotti, Claudio Guidetti, Adelio Cogliati)
7. Quanto amore sei – 4:18 (Eros Ramazzotti, Claudio Guidetti, Adelio Cogliati)
8. Un'emozione per sempre – 3:56 (Eros Ramazzotti, Claudio Guidetti, Adelio Cogliati, Maurizio Fabrizio)
9. Piccola pietra – 4:05 (Eros Ramazzotti, Claudio Guidetti, Adelio Cogliati, Maurizio Fabrizio)
10. I Belong to You (Il ritmo della passione) (feat. Anastacia) – 4:26 (Eros Ramazzotti, Claudio Guidetti, Giuseppe Rinaldi, Anastacia, Kara DioGuardi)
11. Sta passando novembre – 4:11 (Eros Ramazzotti, Claudio Guidetti, Adelio Cogliati, Maurizio Fabrizio)
12. La nostra vita – 4:39 (Eros Ramazzotti, Claudio Guidetti)
13. Cose della vita (Can't Stop Thinking of You) (feat. Tina Turner) – 4:51 (Eros Ramazzotti, Piero Cassano, Adelio Cogliati)
14. Bucaneve – 4:11 (Eros Ramazzotti, Claudio Guidetti, Adelio Cogliati)
15. Controvento – 3:46 (Eros Ramazzotti, Claudio Guidetti, Adelio Cogliati)
16. Parla con me – 4:01 (Eros Ramazzotti, Claudio Guidetti, Adelio Cogliati)

### Mis mejores canciones de amor
1. Inevitabile (feat. Giorgia) – 3:54 (Eros Ramazzotti, Adelio Cogliati, Luca Chiaravalli)
2. Solo ayer – 4:07 (Eros Ramazzotti, Claudio Guidetti, Adelio Cogliati)
3. Revivirte otra vez – 4:27 (Eros Ramazzotti, Claudio Guidetti, Adelio Cogliati)
4. La noche son tus ojos – 4:02 (Eros Ramazzotti, Claudio Guidetti, Adelio Cogliati)
5. Dimelo a mi – 3:58 (Eros Ramazzotti, Claudio Guidetti, Adelio Cogliati)
6. Tú eres – 3:59 (Eros Ramazzotti, Claudio Guidetti, Giuseppe Rinaldi)
7. Estrella gemela – 4:39 (Eros Ramazzotti, Mario Lavezzi, Vladimiro Tosetto, Adelio Cogliati)
8. La cosa mas bella – 4:24 (Eros Ramazzotti, Claudio Guidetti, Adelio Cogliati)
9. Yo sin tì – 4:11 (Eros Ramazzotti, Vladimiro Tosetto)
10. Fantastico amor – 4:09 (Eros Ramazzotti, Piero Cassano, Adelio Cogliati)
11. Quiero saberlo – 4:22 (Eros Ramazzotti, Claudio Guidetti, Adelio Cogliati)
12. Completamente enamorados – 4:11 (Eros Ramazzotti, Piero Cassano, Adelio Cogliati)
13. Cosas de la vida – 4:47 (Eros Ramazzotti, Piero Cassano, Adelio Cogliati)
14. Otra como tú – 4:39 (Eros Ramazzotti, Piero Cassano, Adelio Cogliati)

### Eros romántico
1. Nada sin ti – 5:02
2. Si bastasen un par de canciones – 5:04
3. Cosas de la vida (Can't Stop Thinking of You) (feat. Tina Turner) – 4:46
4. La cosa mas bella – 4:23
5. Fantastico amor – 4:08
6. Amarte es total – 4:19
7. Completamente enamorados – 4:09
8. Otra como tu – 4:36
9. Por ti me casare – 4:00
10. Una historia importante – 4:00
11. La aurora – 5:30
12. Fuego en el fuego – 4:00
13. Un angel no es – 4:31
14. Nuestra vida – 4:35
15. Ahora tu – 3:58
16. Dimelo a mi – 3:55
17. Una emoción para siempre – 3:53
18. Inevitabile (feat. Giorgia) – 3:55

## Classifiche

### Classifiche settimanali
| Classifica (2012) | Posizione massima |
| ----------------- | ----------------- |
| Austria           | 23                |
| Belgio (Fiandre)  | 6                 |
| Belgio (Vallonia) | 4                 |
| Finlandia         | 23                |
| Francia           | 28                |
| Germania          | 54                |
| Grecia            | 20                |
| Italia            | 2                 |
| Messico           | 9                 |
| Paesi Bassi       | 71                |
| Polonia           | 9                 |
| Portogallo        | 26                |
| Repubblica Ceca   | 38                |
| Spagna            | 12                |
| Svizzera          | 8                 |
| Ungheria          | 19                |

### Classifiche di fine anno
| Classifica (2012) | Posizione |
| ----------------- | --------- |
| Belgio (Fiandre)  | 72        |
| Belgio (Vallonia) | 27        |
| Italia            | 30        |
| Svizzera          | 84        |